# Orthaea oriens
Orthaea oriens är en ljungväxtart som beskrevs av J.L. Luteyn. Orthaea oriens ingår i släktet Orthaea och familjen ljungväxter. Inga underarter finns listade i Catalogue of Life.